# Shontelle
Shontelle Layne (sinh ngày 4 tháng 10 năm 1985), hay còn được biết với tên Shontelle, là một ca sĩ-nhạc sĩ và rapper người Bajan. Cô trở nên nổi tiếng tại Caribe nhờ bài hát "Colours", phát hành năm 2005.

## Danh sách đĩa hát

### Album
| Năm  | Album                                                                | Vị trí cao nhất | Vị trí cao nhất | Vị trí cao nhất | Vị trí cao nhất |
| Năm  | Album                                                                | U.S.            | U.S. Heat       | U.S. R&B        | UK              |
| ---- | -------------------------------------------------------------------- | --------------- | --------------- | --------------- | --------------- |
| 2008 | Shontelligence - Phát hành: 18 tháng 11 năm 2008 - Nhãn: SRC/ Motown | 115             | 3               | 24              | 147             |

### Đĩa đơn
| Năm  | Đĩa đơn                                    | Vị trí cao nhất | Vị trí cao nhất | Vị trí cao nhất | Vị trí cao nhất | Vị trí cao nhất | Album          |
| Năm  | Đĩa đơn                                    | US              | US Pop          | CAN             | IRE             | UK              | Album          |
| ---- | ------------------------------------------ | --------------- | --------------- | --------------- | --------------- | --------------- | -------------- |
| 2008 | "T-Shirt"                                  | 36              | 21              | 41              | 26              | 6               | Shontelligence |
| 2009 | "Stuck with Each Other" (hợp tác với Akon) | —               | 64              | —               | 46              | 23              | Shontelligence |
| 2009 | "Battle Cry"                               | —               | —               | —               | —               | 154             | Shontelligence |

#### Đĩa đơn hợp tác
| Năm  | Đĩa đơn                                               | Vị trí cao nhất | Vị trí cao nhất | Vị trí cao nhất | Album         |
| Năm  | Đĩa đơn                                               | FIN             | GER             | SWI             | Album         |
| ---- | ----------------------------------------------------- | --------------- | --------------- | --------------- | ------------- |
| 2007 | "Roll It" (J-Status hợp tác với Rihanna và Shontelle) | 8               | 33              | 89              | The Beginning |